# Haselgraben (Tal)

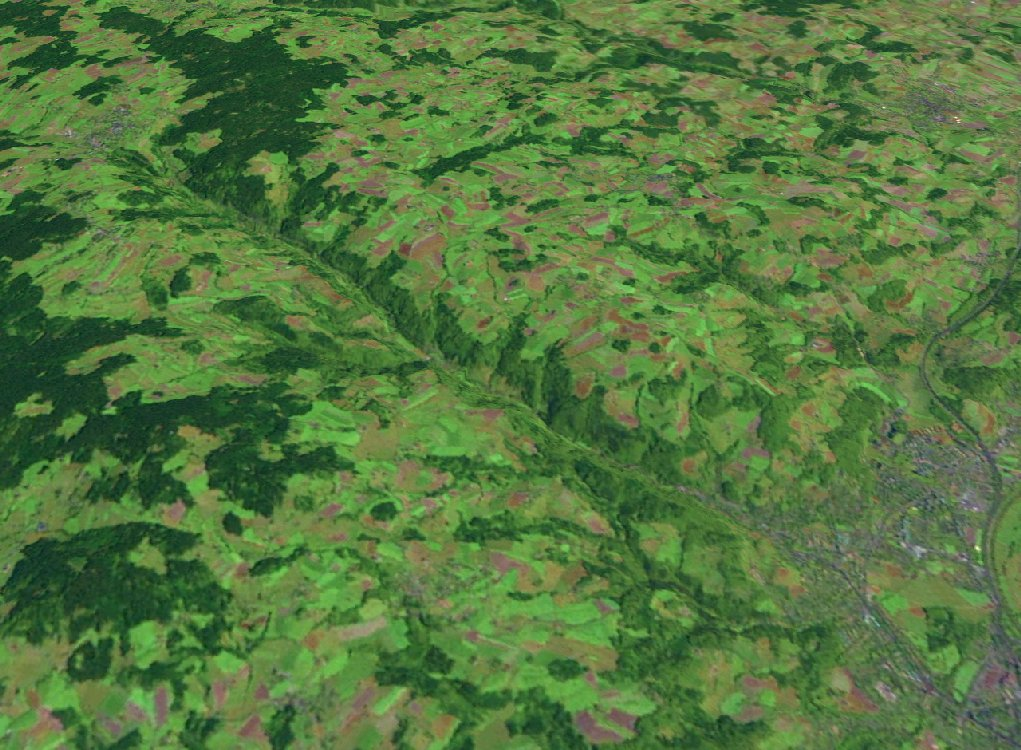
Der Haselgraben

Der Haselgraben ist ein Tal im Mühlviertel in Oberösterreich mit einer Länge von knapp 10 km. Beginnend im Stadtgebiet von Linz verläuft er nach Norden bis zur Gemeinde Hellmonsödt. Er wird vom Haselbach durchflossen.
Westlich des Tales befindet sich Lichtenberg. Als eine der nördlichen Linzer Ausfallstraßen führt die B 126 Leonfeldener Straße durch den Haselgraben und führt auch an der Burgruine Wildberg vorbei, wobei ein Höhenunterschied von rund 500 Metern überwunden und bei der Glasau der höchste Punkt mit rund 780 m Seehöhe erreicht wird.

## Grenzlinie
Der Haselgraben wird traditionell als Grenze zwischen dem Oberen und dem Unteren Mühlviertel gesehen.
Bis 1779 hatten beide Teile als eigenständige Viertel in Oberösterreich existiert. Westlich des Haselgrabens befand sich das Mühlviertel, östlich das Machlandviertel. Als 1779 das Innviertel mit dem Frieden von Teschen an Oberösterreich fiel, wurden Mühlviertel und Machlandviertel unter dem Namen Mühlviertel zusammengefasst, damit weiterhin vier Viertel bestanden. Die alte Teilung durch den Haselgraben als natürliche Grenze besteht aber in der Trennung zwischen dem Oberen (westlichen) und dem Unteren (östlichen) Mühlviertel fort.
Koordinaten: 48° 23′ 24″ N, 14° 17′ 42″ O